# Agenda pour une petite planète
 (février 2019).
Si vous disposez d'ouvrages ou d'articles de référence ou si vous connaissez des sites web de qualité traitant du thème abordé ici, merci de compléter l'article en donnant les références utiles à sa vérifiabilité et en les liant à la section « Notes et références ».
Agenda pour une petite planète est une série télévisée canadienne diffusée en 2000.
Série documentaire de 4 heures (8 demi-heures) sur le rôle des femmes dans le développement durable, une adaptation de l'œuvre de Jean Tétreault, produite par Catherine Viau et Daniel Bertolino des Productions Via le Monde,tournée par Grégoire Viau et diffusée sur les ondes de TFO.  

## Épisodes
1. Briser le cycle de la pauvreté[3]
2. Résoudre les problèmes
3. Reconnaître les droits de la femme
4. Apprendre pour libérer
5. S'unir pour s'organiser
6. Miser sur le savoir des femmes
7. Regarder les femmes
8. Écouter les femmes